# Acanthodactylus boueti
Acanthodactylus boueti este o specie de șopârle din genul Acanthodactylus, familia Lacertidae, ordinul Squamata, descrisă de Chabanaud 1917. Conform Catalogue of Life specia Acanthodactylus boueti nu are subspecii cunoscute.